# Armadilloniscus mirabilis
Armadilloniscus mirabilis is een pissebed uit de familie Detonidae. De wetenschappelijke naam van de soort is voor het eerst geldig gepubliceerd in 1974 door Ferrara.